# Shimbiris
Shimbiris eller Shimbir Beris er det højeste bjerg i Somalia med en højde på 2.450 m.o.h. Bjerget befinder sig i Sanaag-provinsen i Somalihøjlandet i Cal Madow-bjergene i det nordlige Somalia, nordvestligt for byen Ceerigaabo. Shimbiris ligger på territoriet for den internationalt ikke anerkendte selvudnævnte republik Somaliland. Navnet Shimbiris betyder fuglestedet på somali.
Gennem århundreder er bjerget blevet angivet med forkert højdenagivelse. Først med NASA's SRTM-data i nyere tid fastsloges det, at den tidligere angivne højde på 2.416 m.o.h. var for lavt angivet.
| Bjerg | Spire Denne artikel om et bjerg eller en bjergkæde er en spire som bør udbygges. Du er velkommen til at hjælpe Wikipedia ved at udvide den. |

10°44′8.88″N 47°14′42″Ø / 10.7358000°N 47.24500°Ø